# Christian Poveda
Christian Poveda (Alger, 12 de gener de 1957 - Tonacatepeque, El Salvador, 2 de setembre de 2009) va ser un fotògraf i cineasta hispanofrancès.

## Biografia
Els seus pares republicans van haver d'exiliar-se després de la Guerra Civil espanyola. Va néixer a Algèria però va anar a viure a París sis anys més tard després del final de l'ocupació francesa. Es va fer conegut arran d'un reportatge sobre el Front Polisario, al Sàhara Occidental. També va tractar la invasió de l'Illa de Grenada per part dels Estats Units i fets històrics rellevants a l'Argentina, Xile i El Salvador.
Va passar els seus últims tres anys de vida a El Salvador, on va filmar durant 16 mesos un documental, La vida loca, sobre les maras. El documental, un registre al peu del canó sobre el fenomen de les bandes criminals, va ser presentat al Festival Internacional de Cinema de Sant Sebastià 2008 així com al Festival Internacional de Cinema de Morelia i al Festival Internacional del Nou Cinema Llatinoamericà de l'Havana.
El 2 de setembre de 2009 va morir tirotejat a la localitat salvadorenca de Tonacatepeque, a 16 quilòmetres al nord de la capital, on havia estat treballant al documental. Foren detingudes cinc persones relacionades amb l'assassinat, quatre integrants de la mara Barrio 18 com a autors o instigadors i un policia com a còmplice.